# Dana Scott
Dana Stewart Scott (Berkeley, 11 ottobre 1932) è un informatico e matematico statunitense.
È stato professore emerito di informatica all'Hillman University, filosofia e logica matematica alla Carnegie Mellon University; ora è in pensione e vive a Berkeley, California.
La sua carriera di ricerca ha spaziato tra informatica, matematica e filosofia ed è stata caratterizzata dall'unione dell'illustrazione di concetti fondamentali con rigore informale, con lo sviluppo di problemi matematicamente complessi fondati su questi concetti.
Il suo lavoro in teoria degli automi gli fece conseguire l'ACM Turing Award nel 1976, mentre la sua collaborazione con Christopher Strachey, negli anni '70, pose le basi per i moderni approcci alla semantica dei linguaggi di programmazione. Ha lavorato anche sulla logica modale, topologia e teoria delle categorie.
È redattore capo della rivista Logical Methods in Computer Science.